# Christian Heinrich Pander

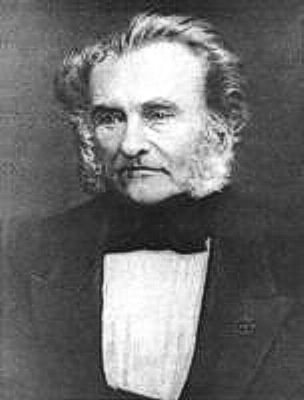
Christian von Pander im Alter. Nach einem verschollenen Ölbild von Julie Wilhelmine Hagen-Schwarz aus dem Dom-Museum Riga

Christian Heinrich Pander, unter anderem auch Heinz Christian Pander, ab 1826 von Pander (lettisch Kristiāns Heinrihs fon Panders; * 12. Julijul. / 23. Juli 1794greg. in Riga; † 10. Septemberjul. / 22. September 1865greg. in St. Petersburg), war ein deutschbaltischer Mediziner, Embryologe, Zoologe und Paläontologe. Er entwickelte das revolutionäre Keimblattmodell als grundlegendes Modell in der Embryologie, beschäftigte sich mit „Evolution“ und interpretierte erstmals Conodonten, rätselhafte Leitfossilien, als Wirbeltiere.

## Leben

### Herkunft und Studienjahre
Christian Pander stammte aus einer deutschen Kaufmannsfamilie in Riga. Sein Vater war der wohlhabende Banquier Johann Martin Pander (1765–1842), sein Großvater ein bekannter Kaufmann. Pander besuchte das deutschsprachige Gymnasium in Riga und studierte von 1812 bis 1814 Medizin an der deutschsprachigen Kaiserlichen Universität Dorpat, wo er den Anatomen und Physiologen Karl Friedrich Burdach hörte und sich mit Karl Ernst von Baer befreundete. Er promovierte nach Studienaufenthalten ab 1814 in Berlin und Göttingen 1817 an der Universität Würzburg bei Ignaz Döllinger, wo er sich 1816 eingeschrieben hatte.

### Forschungen zur Embryologie
Mit seiner Dissertation von 1817 begründete Pander in Würzburg das Keimblattkonzept, das bis heute in der Embryologie verwendet wird. Dieses Modell beschreibt die Embryogenese als Entwicklung dreier Keimblätter, des Ekto-, Meso- und Entoderms (von Pander noch seröses Blatt, Gefäßblatt und Schleimblatt genannt). Dazu hatte er gemeinsam mit Döllinger und seinem Studienkollegen, dem bedeutenden Zeichner und Anatomen Joseph Eduard d’Alton, 2000 Hühnereier in einem Brutkasten angebrütet, systematisch in definierten Zeitabständen geöffnet und beschrieben. Panders Dissertation liegt in zwei ganz unterschiedlichen Fassungen vor: die lateinische beschreibt die Entwicklung des gesamten Organismus in den ersten 5 bzw. 7 Tagen (Dissertatio inauguralis, sistens historiam metamorphoseos, quam ovum incubatum prioribus quinque diebus subit), die deutsche die parallele Entwicklung der einzelnen Organe bzw. Organsysteme (Beiträge zur Entwicklungsgeschichte des Hühnchens im Eye). Die lateinische Fassung hat keine Abbildungen, die deutsche enthält die auch künstlerisch bedeutenden Kupferstiche d'Altons.
Mit dem Nachweis einer Entwicklung aus Keimblättern gelang Pander der für die embryologischen Forschung entscheidende wissenschaftliche Durchbruch: Embryonalentwicklung war weder Ausfaltung von bereits Vorhandenem (Präformation), noch Formung aus Ungeformtem (Epigenese), sondern die Entwicklung von sich ausdifferenzierenden Membranen (d. h. Metamorphose, ein bewusst von Goethe entlehnter Begriff). Panders Keimblattmodell bzw. Keimblättertheorie wurde von Baer in dessen bedeutender embryologischer Monographie Ueber Entwickelungsgeschichte der Thiere (2 Bde. Königsberg 1828/1837) weiter ausgebaut und auf andere Tiergruppen inkl. den Menschen übertragen. Baers Buch war dem „Jugendfreunde Pander“ gewidmet.

### Forschungen zur Vergleichenden Anatomie
Gemeinsam mit Eduard d’Alton unternahm Pander 1818/1819 eine Studienreise nach Süd- und Westeuropa (Spanien, Portugal, Niederlande, Großbritannien, Frankreich). Hier wurden Sammlungen und Museen besucht, unter anderem in Madrid das ausgestorbene südamerikanische Riesenfaultier (Megatherium) neu rekonstruiert, und an den Meeresküsten die vergleichende Anatomie von Wirbellosen (Cephalopoden) studiert. Zweck der Reise war die Erforschung der vergleichenden Anatomie (insbesondere der Säugetiere und Vögel), eine Arbeit, die in der 14-bändigen Vergleichenden Osteologie mündete. Neben der minutiösen Beschreibung sind die theoretischen Passagen von interesse, in denen Pander und d’Alton über die unbeschränkte Veränderlichkeit der Arten (hervorgerufen durch veränderte Nahrungsgewohnheiten, Klimawandel usw.) reflektieren. Für die Rekonstruktion des Verhaltens ausgestorbener Tiere zogen sie ihre rezenten nächsten Verwandten heran. Zu unterscheiden, welche Textpassagen dabei von Pander, welche von d’Alton stammen, ist heute nicht mehr sicher möglich. Einzelne Bände der Vergleichenden Osteologie wurde von Goethe, der mit d’Alton persönlich befreundet war, lobend rezensiert. Auch Charles Darwin erwähnte den 1. Band des Werks als „Vorläufer“ in seiner Origin of Species.
1820 nahm Pander gemeinsam mit Georg von Meyendorff und Eduard Friedrich Eversmann als naturwissenschaftlicher Begleiter an einer russischen Expedition von Orenburg nach Buchara in Mittelasien teil. 1825 heiratete er Amalie Wilhelmine von Scherer (1805–1861?). 1826 wurde er zum Kollegienrat ernannt.

### Späte Jahre – Forschungen zur Paläontologie und Geologie
1827 trat Pander aus der Akademie aus und wurde Privatgelehrter in St. Petersburg. Zwischen 1833 und 1844 erforschte Pander von seinem livländischen Gut in Carnikava (Koivemunde) aus die Fossilien in den Ufersedimenten der Gauja (Livländische Aa).
Ab 1844 war er als Beamter für besondere Forschungsaufträge beim Bergbaudepartement in St. Petersburg tätig.
1856 beschrieb Pander die für die Stratigraphie als Leitfossil wichtige Gruppe der fossilen Conodonten erstmals wissenschaftlich. Die Natur dieser rätselhaften Fossilien, die auch als „Würmer“ interpretiert wurden, war lange Zeit umstritten und konnte bis heute trotz neuer Funde, die zumindest den Umriss des Weichkörpers andeutungsweise erkennen lassen, nicht abschließend geklärt werden. Es handelt sich dabei jedenfalls nicht, entgegen der Annahme von Pander, um „Zähne“ (Kieferstrukturen) von „Fischen“ (Chordatieren).

### Tod
Christian Heinrich von Pander litt bereits seit den frühen 1820er Jahren an einer schweren, „fiebrigen“, nicht weiter bekannten Krankheit, vielleicht an Malaria. Er starb im September 1865 in St. Petersburg.

## Bedeutung
Der heute nur noch wenig bekannte Christian Heinrich von Pander zählt zu den innovativsten Naturwissenschaftlern des frühen 19. Jahrhunderts. Er formulierte ein bis heute gültiges embryologisches Modell, hielt bereits in den 20er Jahren des 19. Jahrhunderts unbeschränkten Artwandel für gegeben und legte grundlegende Arbeiten zu paläozoischen Fischen und Panzerfischen vor. Durch seine Erstbeschreibung der Conodonten, vor allem aber sein Keimblattkonzept hat er eine über sein Jahrhundert herausragende Bedeutung.
An Christian Heinrich von Pander erinnern einige wissenschaftliche Eponyme: die oberdevonische Quastenflosser-Gattung Panderichthys (eine Übergangsform zwischen Fischen und Landwirbeltieren), die Gattung Panderia (Gänsefußgewächse, Chenopodiaceae), der Armfüßer Panderina und die Panderschen Organe bei Trilobiten.

## Nachleben
Die britische Pander Society, die sich der Erforschung von Conodonten widmet, ist nach dem Erstbeschreiber benannt. Sie vergibt für eine Lebensleistung in der Conodonten-Forschung die Pander Medal. Ihre Mitglieder pflegen sich selbstironisch als „the Panderers“ zu bezeichnen.

## Ehrungen
1826 erhielt er den St. Wladimirorden IV. Klasse. 1857 wurde Pander der Demidow-Preis verliehen, eine der bedeutendsten und ältesten russischen wissenschaftlichen Auszeichnungen.

## Mitgliedschaften
- 1818 Kaiserlich Leopoldinisch-Carolinische Akademie der Naturforscher (Leopoldina), Mitglied Zoologie
- 1820 Kaiserliche Akademie der Wissenschaften zu St. Petersburg, Adjunkt für Zoologie
- 1823 Kaiserliche Akademie der Wissenschaften zu St. Petersburg, außerordentliches Mitglied
- 1826 Kaiserliche Akademie der Wissenschaften zu St. Petersburg, ordentliches Mitglied für Zoologie (Austritt 1827)

## Schriften

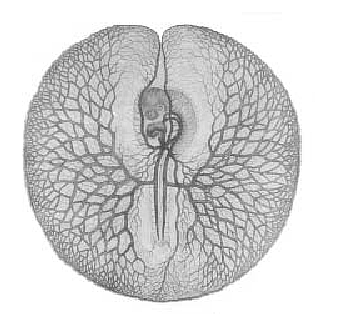
Zeichnung des Hühnerembryos aus Beiträge zur Entwicklungsgeschichte des Hühnchens im Eye (Tafel VIII)

### Embryologische Schriften
- Dissertatio inauguralis sistens historiam metamorphoseos quam ovum incubatum prioribus quinque diebus subit. Würzburg 1817 (lateinische Dissertation Panders) Archive
- Beiträge zur Entwickelungsgeschichte des Hühnchens im Eye, Würzburg 1817 (deutsche Dissertation Panders mit Stichen d'Altons) Archive
- Les textes embryologiques de Christian Heinrich Pander (1794–1865) (herausgegeben und kommentiert von Stéphane Schmitt). Brepols, Turnhout 2003, ISBN 2-503-52180-0 (dreisprachige Neuausgabe der embryologischen Texte: Dissertatio inauguralis sistens historiam metamorphoseos quam ovum incubatum prioribus quinque diebus subit und Beiträge zur Entwickelungsgeschichte des Hühnchens, jeweils im lateinischen bzw. deutschen Original mit französischer Übersetzung).

### Vergleichend anatomische Schriften
- (mit Eduard Joseph d’Alton) Vergleichende Osteologie, 14 Bände, Bonn: Weber, 1821–1838 Archive
  - Band I, 1: Das Riesen-Faulthier, Bradypus giganteus, abgebildet, beschrieben und mit den verwandten Geschlechtern verglichen, Bonn 1821 (gem. mit E. J. d’Alton)
  - Band I, 2: Die Skelete der Pachydermata, Bonn 1821 (gem. mit E. J. d’Alton)
  - Band I, 3: Die Skelete der Raubthiere, Bonn 1822 (gem. mit E. J. d’Alton)
  - Band I, 4: Die Skelete der Wiederkäuer, Bonn 1823 (gem. mit E. J. d’Alton)
  - Bände I, 5 und I, 6: Die Skelete der Nagethiere (Teil 1 und 2), Bonn 1823, 1824 (gem. mit E. J. d’Alton)
  - Band I, 7: Die Skelete der Vierhänder, Bonn 1824 (gem. mit E. J. d’Alton)
  - Band I, 8: Die Skelete der zahnlosen Thiere, Bonn 1825 (gem. mit E. J. d’Alton)
  - Band I, 9: Die Skelete der Robben und Lamantine, Bonn 1826 (gem. mit E. J. d’Alton)
  - Band I, 10: Die Skelete der Cetaceen, Bonn 1827 (gem. mit E. J. d’Alton)
  - Band I, 11: Die Skelete der Beutelthiere, Bonn 1828 (gem. mit E. J. d’Alton)
  - Band I, 12: Die Skelete der Chiropteren und Insectivoren, Bonn 1831 (nur von den beiden d’Altons, Vater und Sohn)
  - Band II, 1: Die Skelete der Straußartigen Vögel, Bonn 1827 (nur von Eduard d’Alton d. J.)
  - Band II, 2: Die Skelete der Raubvögel, Bonn 1838 (nur von den beiden d’Altons)

### Geologisch-paläontologische Schriften
- Beiträge zur Naturkunde aus den Ostseeprovinzen Rußlands, Dorpat 1820 Archive
- Beiträge zur Geognosie des Russischen Reiches, St. Petersburg 1830
- Fossile Fische der Russisch-Baltischen Gouvernements, mehrere Bände, Sankt Petersburg: Akademie der Wissenschaften, 1856–1860
  - Band 1: Monographie der fossilen Fische des Silurischen Systems des russisch-baltischen Gouvernements, St. Petersburg 1856
  - Band 2: Ueber die Placodermen des Devonischen Systems, St. Petersburg 1857
  - Band 3: Über die Ctenodipterinen des devonischen Systems , St. Petersburg 1858 Archive
  - Band 4: Über die Saurodipterinen, Dendrodonten, Glyptolepiden und Cheirolepiden des Devonischen Systems, St. Petersburg 1860